# 皇家蘇格蘭邊民營
皇家蘇格蘭邊民, 皇家蘇格蘭兵團第一營（英語：Royal Scots Borderers, 1st Battalion, The Royal Regiment of Scotland）是皇家蘇格蘭兵團的一個專業步兵營。該營於2006年8月1日由兩個歷史悠久的蘇格蘭步兵團皇家蘇格蘭兵團（皇家軍團）和英皇直屬蘇格蘭邊民兵團合併後成軍。成軍後一直駐紮在愛丁堡的Dreghorn兵房，直到 2014 年 8 月移駐到北愛爾蘭霍利伍德的宮殿兵房。

## 歷史
2006年3月28日，英國陸軍中的蘇格蘭步兵團縮減規模合併組建皇家蘇格蘭兵團時，皇家蘇格蘭兵團（皇家軍團）和英皇直屬蘇格蘭邊民兵團最初是保持了其作為獨立的營級部隊的身份。但英國國防部差不多馬上採取了行動將兩個原本獨立的營合併。而實際上在1990年的裁軍計劃早已有合併兩個兵團的念頭，但隨後被撤銷。2006年8月1日，兩營正式合併——新營合併後名稱為皇家蘇格蘭邊民, 皇家蘇格蘭兵團第一營。
皇家蘇格蘭邊民營曾多次部署到伊拉克和阿富汗作戰。2015年9月被派往塞浦路斯執行聯合國維持和平部隊的任務。2016年12月該營將改編為一個專業步兵營，重新配置為打擊恐怖主義活動的部隊。在角色轉變後，該營配屬到專業步兵軍團。陸軍2020年改革方案計劃後, 皇家蘇格蘭邊民營移師到奧爾德肖特兵房，2017年10月正式加入專業步兵軍團。

## 外部連結
- British Army - 1 SCOTS （页面存档备份，存于）